# Tectaria singaporeana
Tectaria singaporeana är en ormbunkeart som först beskrevs av Nathaniel Wallich, William Jackson Hooker och Grev., och fick sitt nu gällande namn av Edwin Bingham Copeland. Tectaria singaporeana ingår i släktet Tectaria och familjen Tectariaceae. Inga underarter finns listade.